# The Good Man
«El Buen Hombre» —título original en inglés: «The Good Man»— es el sexto y episodio final de la primera temporada de la serie de televisión posapocalíptica, horror Fear the Walking Dead. En el guion estuvieron a cargo Robert Kirkman y Dave Erickson y por otra parte Stefan Schwartz dirigió el episodio, que salió al aire en el canal AMC el 4 de octubre de 2015 en los Estados Unidos y en Latinoamérica.

## Trama
El grupo conduce a la sede de la Guardia Nacional para rescatar a Liza, Griselda y  Nick. Adams acepta ser su guía cuando lo suelta  Travis. El grupo se infiltra en la base después de que Daniel distrae a los guardias llevando a una horda de caminantes desde la arena. Travis, Madison, Daniel y Ofelia entran, mientras que Alicia y Chris se quedan atrás. Mientras tanto, los caminantes rompen las defensas del perímetro e invaden la base. El grupo de Travis llega a las celdas de detención y libera a los detenidos antes de reunirse con Nick, Liza y Strand. Intentan escapar por la sala médica, donde descubren que la Dra. Exner ha sacrificado a todos los pacientes. La Dra. Exner les cuenta una ruta de escape antes de que presuntamente se suicide. Antes de que puedan escapar, el grupo se encuentra con Adams, quien le dispara a Ofelia en el brazo. Enfurecido, Travis golpea brutalmente a Adams y lo deja por muerto. Strand lleva al grupo a su mansión junto al mar, donde le revela a Nick que posee un yate del que planea escapar, llamado Abigail. En la playa, Liza le revela a Madison que había sido mordida durante la fuga. Liza le suplica a Madison y Travis que la sacrifiquen antes de que ella se convierta, dándoles algunos consejos interesantes sobre cómo funciona realmente la infección. Travis promete proteger a Chris antes de dispararle a Liza.

## Recepción
"The Good Man" recibió críticas positivas de los críticos. En Rotten Tomatoes, obtuvo una calificación de 75% con un puntaje promedio de 7.33 / 10 basado en 24 comentarios. El consenso del sitio dice: "Después de cinco episodios de configuración lenta, Fear the Walking Dead concluye su primera temporada corta con 'The Good Man', un final lleno de acción y emocionalmente intenso".
Matt Fowler de IGN le dio al final una calificación de 7.7 / 10 indicando: "'The Good Man' finalmente llevó a Travis a algunos lugares oscuros de acción y consecuencia, aunque puede haber sido 'muy poco, demasiado tarde' considerando cómo algunos fanáticos ya quieren desesperadamente que se vaya después de un número tan pequeño de episodios, y aunque el programa perdió a uno de los "buenos" en Liza, me sorprende la poca tragedia que sufrió este grupo durante el colapso de Los Ángeles. la historia del ejército los protegió de tanto que de alguna manera puso un freno al drama. Aun así, este tenía muchos zombis y mucha muerte y a veces, eso funciona para hacer retroceder el pulso en una serie agitada."

### Audiencia
"The Good Man" fue visto por 6.86 millones de espectadores en los Estados Unidos en su fecha de emisión original, por encima de la clasificación de su episodio anterior de 6.66 por un margen de .20. "The Good Man" fue el segundo episodio consecutivo de Fear the Walking Dead que tuvo una audiencia más alta que su episodio anterior.